# Oddset Hockey Games 2013
23. edycja turnieju Oddset Hockey Games została rozegrana w dniach 6–10 lutego 2013 roku. Brały w nim udział cztery reprezentacje: Czech, Szwecji, Finlandii i Rosji. Każdy zespół rozegrał po trzy spotkania, a łącznie odbyło się sześć spotkań. Pięć spotkań zorganizowano w hali Malmö Arena w Malmö (Szwecja), jeden mecz został rozegrany w Pałacu Lodowym w Petersburgu (Rosja).
Był to trzeci turniej zaliczany do klasyfikacji Euro Hockey Tour w sezonie 2012/2013. Rywalizację wygrała Finlandia.

## Wyniki
| 6 lutego 2013 | Rosja | 4:3 k. | Finlandia | Pałac Lodowy, Petersburg |

| Szczegóły          | Szczegóły                                                                                      | Szczegóły                 | Szczegóły                                                            | Szczegóły                                                                 |
| ------------------ | ---------------------------------------------------------------------------------------------- | ------------------------- | -------------------------------------------------------------------- | ------------------------------------------------------------------------- |
| Godzina: 19:30 CET | A. Biełow (PP) 24:49 A. Pierieżogin (EQ) 45:13 W. Szypaczow (EQ) 49:57 W. Tichonow (GWS) 65:00 | (0:2, 1:0, 2:1, 0:0, 1:0) | 06:23 (EQ) J. Aaltonen 15:37 (PP) J. Aaltonen 59:22 (SH) J. Aaltonen | Widzów: 12 500 Sędzia główny: Martin Frano Sędziowie liniowi: Pavel Hodek |
| Godzina: 19:30 CET | 22 min. kar                                                                                    |                           | 12 min. kar                                                          | Widzów: 12 500 Sędzia główny: Martin Frano Sędziowie liniowi: Pavel Hodek |

| 7 lutego 2013 | Czechy | 2:0 | Szwecja | Malmö Arena, Malmö Arena |

| Szczegóły          | Szczegóły                                   | Szczegóły       | Szczegóły | Szczegóły                                                                    |
| ------------------ | ------------------------------------------- | --------------- | --------- | ---------------------------------------------------------------------------- |
| Godzina: 19:00 CET | M. Vondrka (EQ) 24:51 J. Novotný (EQ) 40:24 | (0:0, 1:0, 1:0) |           | Widzów: 5 097 Sędzia główny: Jari Levonen Sędziowie liniowi: Mikko Kaukokari |
| Godzina: 19:00 CET | 10 min.                                     |                 | 2 min.    | Widzów: 5 097 Sędzia główny: Jari Levonen Sędziowie liniowi: Mikko Kaukokari |

| 9 lutego 2013 | Finlandia | 3:0 | Czechy | Malmö Arena, Malmö Arena |

| Szczegóły          | Szczegóły                                                               | Szczegóły       | Szczegóły   | Szczegóły                                                                   |
| ------------------ | ----------------------------------------------------------------------- | --------------- | ----------- | --------------------------------------------------------------------------- |
| Godzina: 13:30 CET | V. Lajunen (EQ) 01:08 J. Hietanen (PP) 30:05 V-M. Savinainen (EQ) 32:13 | (1:0, 2:0, 0:0) |             | Widzów: 1 726 Sędzia główny: Mikael Nord Sędziowie liniowi: Mikael Sjöqvist |
| Godzina: 13:30 CET | 8 min. kar                                                              |                 | 12 min. kar | Widzów: 1 726 Sędzia główny: Mikael Nord Sędziowie liniowi: Mikael Sjöqvist |

| 9 lutego 2013 | Szwecja | 1:4 | Rosja | Malmö Arena, Malmö Arena |

| Szczegóły          | Szczegóły               | Szczegóły       | Szczegóły                                                                                   | Szczegóły                                                                   |
| ------------------ | ----------------------- | --------------- | ------------------------------------------------------------------------------------------- | --------------------------------------------------------------------------- |
| Godzina: 17:30 CET | C. Söderberg (PP) 17:01 | (1:1, 0:2, 0:1) | 12:20 (EQ) I. Nikulin 21:05 (PP) S. Moziakin 25:58 (SH) J. Kuzniecow 46:12 (EQ) D. Kazionow | Widzów: 8290 Sędzia główny: Jari Levonen Sędziowie liniowi: Mikko Kaukokari |
| Godzina: 17:30 CET | 8 min. kar              |                 | 16 min. kar                                                                                 | Widzów: 8290 Sędzia główny: Jari Levonen Sędziowie liniowi: Mikko Kaukokari |

| 10 lutego 2013 | Rosja | 1:2 | Czechy | Malmö Arena, Malmö Arena |

| Szczegóły          | Szczegóły               | Szczegóły       | Szczegóły                                 | Szczegóły                                                                          |
| ------------------ | ----------------------- | --------------- | ----------------------------------------- | ---------------------------------------------------------------------------------- |
| Godzina: 13:00 CET | J. Kuzniecow (PP) 52:06 | (0:0, 0:1, 1:1) | 29:59 (PP) Z. Irgl 49:10 (EQ) V. Nedorost | Widzów: 1 364 Sędzia główny: Marcus Vinnerborg Sędziowie liniowi: Morgan Johansson |
| Godzina: 13:00 CET | 10 min. kar             |                 | 6 min. kar                                | Widzów: 1 364 Sędzia główny: Marcus Vinnerborg Sędziowie liniowi: Morgan Johansson |

| 10 lutego 2013 | Szwecja | 2:5 | Finlandia | Malmö Arena, Malmö Arena |

| Szczegóły          | Szczegóły                                      | Szczegóły       | Szczegóły | Szczegóły                                                                           |
| ------------------ | ---------------------------------------------- | --------------- | --- | ----------------------------------------------------------------------------------- |
| Godzina: 17:00 CET | J. Fransson (EQ) 28:38 J. Andersson (PP) 51:46 | (0:0, 1:3, 1:2) | 21:45 (EQ) J-P. Hytönen 23:57 (PP) M. Mäenpää 32:31 (EQ) V-M. Savinainen 48:31 (PP) J. Hietanen 59:25 (EN) T. Kiiskinen | Widzów: 7357 Sędzia główny: Wiachesław Bulanow Sędziowie liniowi: Konstantin Olenin |
| Godzina: 17:00 CET | 10 min. kar                                    |                 | 8 min. kar | Widzów: 7357 Sędzia główny: Wiachesław Bulanow Sędziowie liniowi: Konstantin Olenin |

## Klasyfikacja
| Lp. | Zespół    | M | Pkt | W | WpD | PpD | P | G + | G - | +/- |
| --- | --------- | - | --- | - | --- | --- | - | --- | --- | --- |
| 1   | Finlandia | 3 | 7   | 2 | 0   | 1   | 0 | 11  | 6   | +5  |
| 2   | Czechy    | 3 | 6   | 2 | 0   | 0   | 1 | 4   | 4   | 0   |
| 3   | Rosja     | 3 | 5   | 1 | 1   | 0   | 1 | 9   | 6   | +3  |
| 4   | Szwecja   | 3 | 0   | 0 | 0   | 0   | 3 | 3   | 11  | -8  |

Lp. = lokata, M = liczba rozegranych spotkań, Pkt = Liczba zdobytych punktów, W = Wygrane, WpD = Wygrane po dogrywce lub karnych, PpD = Porażki po dogrywce lub karnych, P = Porażki, G+ = Gole strzelone, G- = Gole stracone, +/- = bilans bramek

## Klasyfikacje indywidualne
- Klasyfikacja strzelców:  Juhamatti Aaltonen – 3 gole
- Klasyfikacja asystentów:  Ilari Filppula,  Siergiej Moziakin,  Aleksandr Radułow – 3 asysty
- Klasyfikacja kanadyjska:  Siergiej Moziakin – 4 punkty

## Nagrody
Dyrektoriat turnieju wybrał trójkę najlepszych zawodników, po jednym na każdej pozycji:
- Bramkarz:  Alexander Salák
- Obrońca:  Ilja Nikulin
- Napastnik:  Juhamatti Aaltonen
- Najlepiej punktujący:  Siergiej Moziakin - 4 punkty (1 goli i 3 asysty)
- Najbardziej Wartościowy Zawodnik (MVP):  Juhamatti Aaltonen

Skład gwiazd wybrana przez media:
- Bramkarz:  Alexander Salák
- Obrońcy:  Ville Lajunen,  Ilja Nikulin
- Napastnicy:  Juhamatti Aaltonen,  Siergiej Moziakin,  Jewgienij Kuzniecow